# Genius (film)
Genius (v anglickém originále Genius) je britsko-americký dramatický film z roku 2016. Režisérem filmu je Michael Grandage. Hlavní role ve filmu ztvárnili Colin Firth, Jude Law, Nicole Kidman, Dominic West a Guy Pearce.

## Obsazení
| Colin Firth       | Maxwell Perkins     |
| Jude Law          | Thomas Wolfe        |
| Nicole Kidman     | Aline Bernstein     |
| Dominic West      | Ernest Hemingway    |
| Guy Pearce        | F. Scott Fitzgerald |
| Laura Linneyová   | Louise Saunders     |
| Vanessa Kirby     | Zelda Fitzgerald    |
| Makenna McBrierty | Nancy Perkins       |